# Shakedown (snowboard)

Le logo du Ride Shakedown.

Depuis 2002, le Shakedown est un événement de snowboard d'abord axé sur les athlètes et son objectif principal est de faire la promotion de cette activité. Sa forme originale et son atmosphère décontractée en ont fait une compétition de snowboard appréciée des athlètes et du grand public. 

## Description

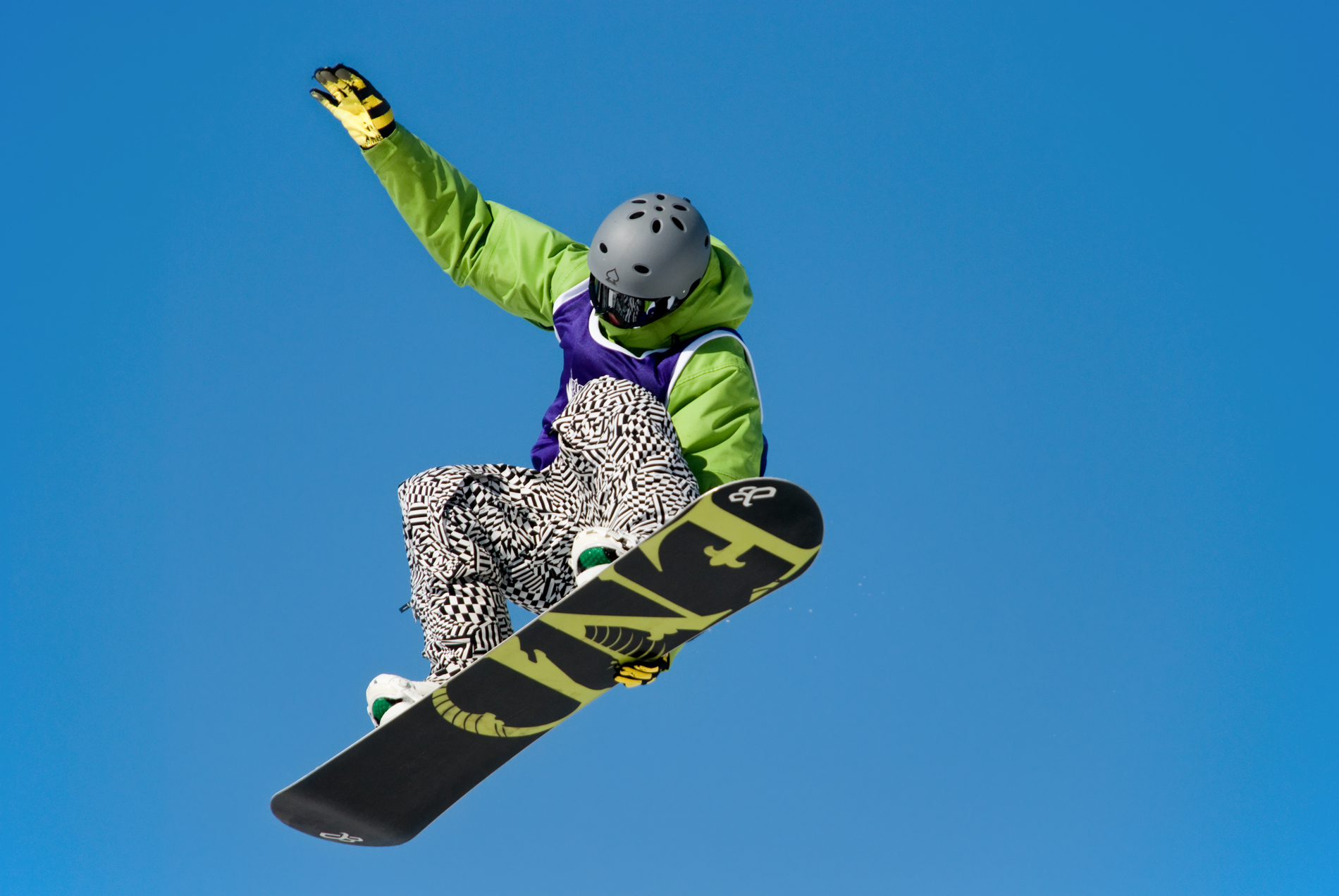
Snowboardeur exécutant une figure au Shakedown de 2008, au Mont Saint-Sauveur, Québec (Canada).

Depuis 2002, le Shakedown attire des milliers de fans et d’athlètes de partout à travers le monde. Depuis 2010, ce happening international de snowboard se conjugue désormais au pluriel. De fait, le Shakedown a exporté son concept absolument unique aux États-Unis en 2010 et 2011 et en Europe en 2011.
Au Shakedown, les athlètes participent à une compétition de slopestyle qui implique la maîtrise de deux disciplines distinctes : le saut (Big Air) et le module de rampes, un rail à textures différentielles qui ne sera dévoilé que lors de la première journée de compétition. Cette mise au parfum générale est d’ailleurs toujours très attendue par les visiteurs ainsi que par les participants, qui devront ajuster leur stratégie en fonction de la surprise enfin révélée.
Les athlètes ont une période de temps pour effectuer leurs descentes jugées. Ils doivent les annoncer avant de les réaliser sous l’œil attentif d’un jury composé d’acteurs de l'industrie. Aucun ordre de passage n’est prévu, les athlètes effectuent leur performance lorsqu’ils se sentent prêts. D’importantes bourses sont remises aux meilleurs athlètes.

## Historique

### Shakedown
- 2015: Shakedown
  - Canada (QC, Mont Saint-Sauveur, versant Avila), 4 avril 2015
- 2014: Ride Shakedown
  - Canada (QC, Mont Saint-Sauveur), 4-5 avril 2014

- 2013: Ride Shakedown
  - Canada (QC, Mont Saint-Sauveur), 5-6 avril 2013

- 2012:  Ride Shakedown
  - Canada (QC, Mont Saint-Sauveur), 30-31 mars 2012

- 2011:  Ride Shakedown
  - Europe (Allemagne, Garmisch-Partenkirchen), 11-12 mars 2011
  - États-Unis (Washington, The Summit at Snoqualmie, près de Seattle), 18-19 mars 2011
  - Canada (QC, Mont Saint-Sauveur), 1-2 avril 2011

- 2010: Ride Shakedown
  - États-Unis (Washington, The Summit at Snoqualmie, près de Seattle), 12-13 mars 2011
  - Canada (QC, Mont Saint-Sauveur), 2-3 avril 2011

- 2009: Ride Shakedown (Changement de partenaire en titre)
  - Canada (QC, Mont Saint-Sauveur), 3-4 avril 2009

### Empire Shakedown
- 2008: Empire Shakedown
  - Canada (QC, Mont Saint-Sauveur), 4-5 avril 2008

- 2007: Empire Shakedown
  - Canada (QC, Mont Saint-Sauveur), 6-7 avril 2007

- 2006: Empire Shakedown
  - Canada (QC, Mont Saint-Sauveur), 24-25 mars 2006

- 2005: Empire Shakedown
  - Canada (QC, Mont Saint-Sauveur), 26 mars 2005

- 2004: Empire Shakedown
  - Canada (QC, Mont Saint-Sauveur), 3 avril 2004

- 2003: Empire Shakedown
  - Canada (QC, Mont Saint-Sauveur), 22 mars 2003

- 2002: Empire Shakedown
  - Canada (QC, Mont Saint-Sauveur), 23 mars 2002